# Museo de historia natural y Zoológico de Split
El Museo de historia natural y Zoológico de Split (en croata, Prirodoslovni muzej i zoološki vrt grada Splita) es uno de los zoológicos más pequeños del mundo con solo 0,65 hectáreas (1,6 acres). Está situado en el monte Marjan, de Split, en Croacia. El Museo de la Ciencia es un museo de historia natural y está instalado en una casa antigua.
En 2006, después de años de protestas de grupos de derechos de los animales, el zoológico de Split decidió trasladar todos sus animales exóticos y dejar de aceptar nuevos animales.
El director es Nediljko Ževrnja.